# 上屯镇
上屯镇，是中华人民共和国河南省南阳市唐河县下辖的一个乡镇级行政单位。

## 行政区划
上屯镇下辖以下地区：
杨背村、茨元村、刘元村、马屯村、叟刘村、杨岗村、房湾村、河套村、赵吉屯村、长秋村、下屯村、高庄村、南冯庄村、柳庄村、郭店村、常湾村、马营村、张清寨村、三基屯村、卜其王村、熊庄村、小陈庄村、甘河湾村、丁岗村、上屯村、靖湾村、北冯庄村、五美屯村、井岗屯村、齐庄村、关庄村和白湖村。